# Louis Cario
Marcel Louis Cario est un artiste peintre de paysages postimpressionniste français né au Havre le 22 juin 1889, mort le 4 février 1941.

## Biographie
Louis Cario est élève de Gabriel Ferrier et de Claude Monet.
Outre des bords de mer de sa Normandie natale, sa peinture indique son attachement au quartier parisien de Montmartre ainsi que ses villégiatures dans le département de Seine-et-Marne : « il excelle dans les représentations des quartiers populaires parisiens comme Montmartre et les paysages d'Île-de-France » confirme-t-on.
Louis Cario est l'auteur d'un ouvrage sur Eugène Boudin, publié en 1928.

## Expositions collectives
- Salon des indépendants, à partir de 1905.
- Petits formats, musée Cognacq-Jay, décembre 1940.
- Expositions non datées : Salon d'automne, Salon de la Société nationale des beaux-arts, Salon des paysages parisiens[1].

## Collections publiques
- Fonds national d'art contemporain, Paysage à Ussy, toile déposée à la mairie de Calamane[2],[3].